# Kałużskoje (przystanek kolejowy)
Kałużskoje (ros. Калужское) – przystanek kolejowy w miejscowości Kałużskoje, w rejonie czerniachowskim, w obwodzie królewieckim, w Rosji. Położony jest na linii Pojegi - Czerniachowsk.

## Historia
Stacja kolejowa powstała w XIX w., gdy te tereny należały do Niemiec. Nosiła wówczas nazwę Grünheide. Przebudowana do przystanku po upadku Związku Sowieckiego.